# واکسول کاوالیر
واکسول کاوالیر (Vauxhall Cavalier) خودرویی است که در سال‌های ۱۹۷۵ تا ۱۹۹۵تولید شده‌است.